# Laccobius nevadensis
Laccobius nevadensis är en skalbaggsart som beskrevs av Miller 1965. Laccobius nevadensis ingår i släktet Laccobius och familjen palpbaggar.

## Underarter
Arten delas in i följande underarter:
- L. n. magnus
- L. n. nevadensis